# Lista de aranhas da família Philodromidae
Esta página lista todas as espécies de aranhas da família Philodromidae a partir de 30 de Outubro de 2009:

## Apollophanes
Apollophanes O. P.-Cambridge, 1898
- Apollophanes aztecanus Dondale & Redner, 1975 — México
- Apollophanes bangalores Tikader, 1963 — Índia
- Apollophanes caribaeus Dondale & Redner, 1975 — Trinidad
- Apollophanes crispus Dondale & Redner, 1975 — Panamá
- Apollophanes erectus Dondale & Redner, 1975 — México
- Apollophanes indistinctus Gertsch, 1933 — México
- Apollophanes longipes (O. P.-Cambridge, 1896) — México
- Apollophanes macropalpus (Paik, 1979) — Russia, Coréia
- Apollophanes margareta Lowrie & Gertsch, 1955 — EUA, Canada
- Apollophanes punctatus (Bryant, 1948) — Hispaniola
- Apollophanes punctipes (O. P.-Cambridge, 1891) — EUA ao Panamá
- Apollophanes texanus Banks, 1904 — EUA, México

## Bacillocnemis
Bacillocnemis Mello-Leitão, 1938
- Bacillocnemis anomala Mello-Leitão, 1938 — Argentina

## Berlandiella
Berlandiella Mello-Leitão, 1929
- Berlandiella insignis Mello-Leitão, 1929 — Brasil
- Berlandiella magna Mello-Leitão, 1929 — Brasil
- Berlandiella polyacantha Mello-Leitão, 1929 — Brasil

## Cleocnemis
Cleocnemis Simon, 1886
- Cleocnemis bryantae (Gertsch, 1933) — Paraguai
- Cleocnemis heteropoda Simon, 1886 — Brasil
- Cleocnemis lanceolata Mello-Leitão, 1929 — Brasil
- Cleocnemis moschata Mello-Leitão, 1943 — Brasil
- Cleocnemis mutilata (Mello-Leitão, 1917) — Brasil
- Cleocnemis nigra Mello-Leitão, 1943 — Brasil
- Cleocnemis paraguensis (Gertsch, 1933) — Paraguai
- Cleocnemis punctulata (Taczanowski, 1872) — Peru, Venezuela, Guiana
- Cleocnemis rosea Mello-Leitão, 1944 — Argentina
- Cleocnemis rudolphi Mello-Leitão, 1943 — Brasil
- Cleocnemis serrana Mello-Leitão, 1929 — Brasil
- Cleocnemis spinosa Mello-Leitão, 1947 — Brasil
- Cleocnemis taquarae (Keyserling, 1891) — Peru, Brasil
- Cleocnemis xenotypa Mello-Leitão, 1929 — Brasil

## Ebo
Ebo Keyserling, 1884
- Ebo bharatae Tikader, 1965 — Índia, Ilhas Andaman
- Ebo bucklei Platnick, 1972 — Canada
- Ebo carmineus Mello-Leitão, 1944 — Argentina
- Ebo contrastus Sauer & Platnick, 1972 — EUA
- Ebo distinctivus Lyakhov, 1992 — Russia
- Ebo evansae Sauer & Platnick, 1972 — USA, México
- Ebo fuscus Mello-Leitão, 1943 — Argentina
- Ebo iviei Sauer & Platnick, 1972 — EUA, Canada
- Ebo latithorax Keyserling, 1884 — EUA, Canada
- Ebo meridionalis Mello-Leitão, 1942 — Argentina
- Ebo merkeli Schick, 1965 — EUA
- Ebo pepinensis Gertsch, 1933 — EUA, Canada
- Ebo punctatus Sauer & Platnick, 1972 — EUA

## Eminella
Eminella Özdikmen, 2007
- Eminella ctenops (Mello-Leitão, 1940) — Argentina

## Fageia
Fageia Mello-Leitão, 1929
- Fageia amabilis Mello-Leitão, 1929 — Brasil
- Fageia clara Mello-Leitão, 1937 — Brasil
- Fageia concolor Mello-Leitão, 1947 — Brasil
- Fageia meridionalis Mello-Leitão, 1943 — Brasil

## Gephyrellula
Gephyrellula Strand, 1932
- Gephyrellula paulistana Soares, 1943 — Brasil
- Gephyrellula violacea (Mello-Leitão, 1918) — Brasil

## Gephyrina
Gephyrina Simon, 1895
- Gephyrina alba Simon, 1895 — Venezuela
- Gephyrina albimarginata Mello-Leitão, 1929 — Brasil
- Gephyrina imbecilla Mello-Leitão, 1917 — Brasil
- Gephyrina insularis Simon, 1897 — St. Vincent
- Gephyrina nigropunctata Mello-Leitão, 1929 — Brasil, Bolívia

## Gephyrota
Gephyrota Strand, 1932
- Gephyrota candida (Simon, 1895) — Cambodja, Vietnam
- Gephyrota glauca (Jézéquel, 1966) — Costa do Marfim
- Gephyrota limbata (L. Koch, 1875) — Queensland
- Gephyrota nigrolineata (Simon, 1909) — Vietnam
- Gephyrota pudica (Simon, 1906) — Índia
- Gephyrota virescens (Simon, 1906) — Sri Lanka
- Gephyrota viridipallida (Schmidt, 1956) — Camarões

## Halodromus
Halodromus Muster, 2009
- Halodromus barbarae Muster, 2009 — Ilhas Canárias, Espanha, Egito, Israel, Arábia-Saudita
- Halodromus deltshevi Muster, 2009 — Iémen
- Halodromus gershomi Muster, 2009 — Eritreia
- Halodromus patellaris (Wunderlich, 1987) — Ilhas Canárias, Ilhas do Cabo Verde, Tunísia, Israel
- Halodromus patellidens (Levy, 1977) — Cabo Verde, Argélia ao Oriente Médio

## Hirriusa
Hirriusa Strand, 1932
- Hirriusa arenacea (Lawrence, 1927) — Namíbia
- Hirriusa bidentata (Lawrence, 1927) — Namíbia
- Hirriusa variegata (Simon, 1895) — África do Sul

## Metacleocnemis
Metacleocnemis Mello-Leitão, 1929
- Metacleocnemis borgmeyeri Mello-Leitão, 1929 — Brasil

## Pagiopalus
Pagiopalus Simon, 1900
- Pagiopalus apiculus Suman, 1970 — Havaí
- Pagiopalus atomarius Simon, 1900 — Havaí
- Pagiopalus nigriventris Simon, 1900 — Havaí
- Pagiopalus personatus Simon, 1900 — Havaí

## Paracleocnemis
Paracleocnemis Schiapelli & Gerschman, 1942
- Paracleocnemis apostoli Mello-Leitão, 1945 — Argentina
- Paracleocnemis termalis Schiapelli & Gerschman, 1942 — Argentina

## Pedinopistha
Pedinopistha Karsch, 1880
- Pedinopistha aculeata (Simon, 1900) — Havaí
- Pedinopistha finschi Karsch, 1880 — Havaí
- Pedinopistha longula (Simon, 1900) — Havaí
- Pedinopistha schauinslandi (Simon, 1899) — Havaí
- Pedinopistha stigmatica (Simon, 1900) — Havaí

## Petrichus
Petrichus Simon, 1886
- Petrichus athleticus Mello-Leitão, 1944 — Argentina
- Petrichus cinereus Tullgren, 1901 — Argentina
- Petrichus corticinus Mello-Leitão, 1944 — Argentina
- Petrichus fuliginosus (Nicolet, 1849) — Chile
- Petrichus funebris (Nicolet, 1849) — Chile
- Petrichus griseus Berland, 1913 — Equador
- Petrichus junior (Nicolet, 1849) — Chile
- Petrichus lancearius Simon, 1905 — Argentina
- Petrichus luteus (Nicolet, 1849) — Chile
- Petrichus marmoratus Simon, 1886 — Argentina
- Petrichus meridionalis (Keyserling, 1891) — Brasil
- Petrichus niveus (Simon, 1895) — Argentina, Ilhas Falkland
- Petrichus ornatus Schiapelli & Gerschman, 1942 — Argentina
- Petrichus sordidus Tullgren, 1901 — Argentina
- Petrichus tobioides Mello-Leitão, 1941 — Argentina
- Petrichus tullgreni Simon, 1902 — Argentina
- Petrichus zonatus Tullgren, 1901 — Argentina

## Philodromops
Philodromops Mello-Leitão, 1943
- Philodromops coccineus Mello-Leitão, 1943 — Brasil

## Philodromus
Philodromus Walckenaer, 1826
- Philodromus ablegminus Szita & Logunov, 2008 — Cazaquistão
- Philodromus afroglaucinus Muster & Bosmans, 2007 — Argélia
- Philodromus alascensis Keyserling, 1884 — Holártico
- Philodromus albicans O. P.-Cambridge, 1897 — México
- Philodromus albidus Kulczynski, 1911 — Oeste, Europa Central
- Philodromus albofrenatus Simon, 1907 — Bioko
- Philodromus albolimbatus Thorell, 1895 — Mianmar
- Philodromus alboniger Caporiacco, 1949 — Quênia
- Philodromus aliensis Hu, 2001 — China
- Philodromus angulobulbis Szita & Logunov, 2008 — Russia
- Philodromus anomalus Gertsch, 1934 — EUA
- Philodromus archettii Caporiacco, 1941 — Etiópia
- Philodromus arizonensis Dondale & Redner, 1969 — EUA
- Philodromus aryy Marusik, 1991 — Russia
- Philodromus ashae Gajbe & Gajbe, 1999 — Índia
- Philodromus assamensis Tikader, 1962 — Índia, China
- Philodromus aureolus (Clerck, 1757) — Paleoárctico
- Philodromus auricomus L. Koch, 1878 — Russia, China, Coreia, Japão
- Philodromus austerus (L. Koch, 1876) — Queensland
- Philodromus azcursor Logunov & Huseynov, 2008 — Azerbaijão
- Philodromus barmani Tikader, 1980 — Índia
- Philodromus barrowsi Gertsch, 1934 — EUA
- Philodromus betrabatai Tikader, 1966 — Índia
- Philodromus bhagirathai Tikader, 1966 — Índia
- Philodromus bicornutus Schmidt & Krause, 1995 — Ilhas do Cabo Verde
- Philodromus bigibbosus Caporiacco, 1941 — Etiópia
- Philodromus bigibbus (O. P.-Cambridge, 1876) — Egito, Sudão, Arabia, Índia
  - Philodromus bigibbus australis Lawrence, 1928 — Africa do Sul
- Philodromus bilineatus Bryant, 1933 — EUA
- Philodromus bimuricatus Dondale & Redner, 1968 — EUA
- Philodromus bistigma Simon, 1870 — Mediterrâneo
- Philodromus blanckei (Wunderlich, 1995) — Córsica, Sardônia, Italia
- Philodromus bonneti Karol, 1968 — Turquia
- Philodromus borana Caporiacco, 1939 — Etiópia
- Philodromus bosmansi Muster & Thaler, 2004 — Argelia
- Philodromus brachycephalus Lawrence, 1952 — África do Sul
- Philodromus breviductus Dondale & Redner, 1969 — Jamaica
- Philodromus browningi Lawrence, 1952 — África do Sul
- Philodromus buchari Kubcová, 2004 — Europa
- Philodromus buxi Simon, 1884 — Europa ao Cazaquistão
- Philodromus caffer Strand, 1907 — África do Sul
- Philodromus calidus Lucas, 1846 — Argélia, Marroco, Libia
- Philodromus californicus Keyserling, 1884 — América do Norte
- Philodromus cammarus Rossi, 1846 — Balcãns
- Philodromus caporiaccoi Roewer, 1951 — Quênia
- Philodromus caspius Ponomarev, 2008 — Cazaquistão
- Philodromus casseli Simon, 1899 — Mali
- Philodromus catagraphus Simon, 1870 — Espanha
- Philodromus cavatus Dondale & Redner, 1969 — México
- Philodromus cayanus Taczanowski, 1872 — Guiana Francesa
- Philodromus cespitum (Walckenaer, 1802) — Holartico
- Philodromus chambaensis Tikader, 1980 — Índia, China
- Philodromus chamisis Schick, 1965 — EUA, México
- Philodromus cinerascens O. P.-Cambridge, 1885 — Yarkand
- Philodromus cinereus O. P.-Cambridge, 1876 — Egito
- Philodromus coachellae Schick, 1965 — EUA, México
- Philodromus collinus C. L. Koch, 1835 — Europa, Russia
- Philodromus corradii Caporiacco, 1941 — Etiópia
- Philodromus cubanus Dondale & Redner, 1968 — Cuba
- Philodromus cufrae Caporiacco, 1936 — Libia
- Philodromus daoxianen Yin, Peng & Kim, 1999 — China
- Philodromus decoratus Tikader, 1962 — Índia
- Philodromus denisi Levy, 1977 — Libya
- Philodromus depriesteri Braun, 1965 — Áustria, Alemanha
- Philodromus devhutai Tikader, 1966 — Índia
- Philodromus diablae Schick, 1965 — EUA
- Philodromus digitatus Yang, Zhu & Song, 2005 — China
- Philodromus dilatatus Caporiacco, 1940 — Etiópia
- Philodromus dilutus Thorell, 1875 — Russia
- Philodromus dispar Walckenaer, 1826 — Europa á Asia Central (EUA, Canada, introduzida)
  - Philodromus dispar obscurus Lebert, 1877 — Suiça
- Philodromus distans Dondale & Redner, 1968 — EUA
- Philodromus domesticus Tikader, 1962 — Índia
- Philodromus droseroides Schick, 1965 — EUA
- Philodromus dubius Caporiacco, 1933 — Libia
- Philodromus durvei Tikader, 1980 — Índia
- Philodromus emarginatus (Schrank, 1803) — Paleoárctico
  - Philodromus emarginatus lusitanicus Kulczynski, 1911 — Portugal
- Philodromus epigynatus Strand, 1909 — Africa do Sul
- Philodromus erythrops Caporiacco, 1933 — Libia
- Philodromus exilis Banks, 1892 — EUA, Canada
- Philodromus fallax Sundevall, 1833 — Paleoartico
- Philodromus femurostriatus Muster, 2009 — Grécia, Turquia
- Philodromus floridensis Banks, 1904 — EUA
- Philodromus foucauldi Denis, 1954 — Argelia
- Philodromus frontosus Simon, 1897 — Índia
- Philodromus fuscolimbatus Lucas, 1846 — Mediterrâneo
- Philodromus fuscomarginatus (De Geer, 1778) — Paleoárctico
- Philodromus generalii Canestrini, 1868 — Italia
- Philodromus gertschi Schick, 1965 — EUA
- Philodromus glaucinus Simon, 1870 — Mediterrâneo
- Philodromus grazianii Caporiacco, 1933 — Libia
- Philodromus grosi Lessert, 1943 — Congo
- Philodromus guineensis Millot, 1942 — Guiné, Costa do Marfim
- Philodromus gyirongensis Hu, 2001 — China
- Philodromus hadzii Silhavy, 1944 — Macedônia
- Philodromus halophilus (Levy, 1977) — Israel
- Philodromus harrietae Dondale & Redner, 1969 — EUA
- Philodromus hierosolymitanus Levy, 1977 — Israel, Irã
- Philodromus hierroensis Wunderlich, 1992 — Ilhas Canárias
- Philodromus histrio (Latreille, 1819) — Holantártico
- Philodromus hiulcus (Pavesi, 1883) — Etiópia, Somália
- Philodromus hui Yang & Mao, 2002 — China
- Philodromus humilis Kroneberg, 1875 — Tajiquistão
- Philodromus imbecillus Keyserling, 1880 — EUA, Canada
- Philodromus immaculatus Denis, 1955 — Nigéria
- Philodromus infectus Dondale & Redner, 1969 — México
- Philodromus infuscatus Keyserling, 1880 — EUA, Canada
  - Philodromus infuscatus utus Chamberlin, 1921 — EUA
- Philodromus insperatus Schick, 1965 — EUA, Canada
- Philodromus insulanus Kulczynski, 1905 — Madeira
- Philodromus jabalpurensis Gajbe & Gajbe, 1999 — Índia
- Philodromus jimredneri Jiménez, 1989 — México
- Philodromus johani Muster, 2009 — Grécia
- Philodromus josemitensis Gertsch, 1934 — EUA, Canada
- Philodromus juvencus Kulczynski, 1895 — Armênia
- Philodromus kalliaensis Levy, 1977 — Israel
- Philodromus kendrabatai Tikader, 1966 — Índia
- Philodromus ketani Gajbe, 2005 — Índia
- Philodromus keyserlingi Marx, 1890 — EUA, Canada
- Philodromus kianganensis Barrion & Litsinger, 1995 — Filipinas
- Philodromus kraepelini Simon, 1905 — Java
- Philodromus krausi Muster & Thaler, 2004 — Turquia
- Philodromus lamellipalpis Muster, 2007 — Argélia
- Philodromus lanchowensis Schenkel, 1936 — Russia, China, Coreia, Japão
- Philodromus laricium Simon, 1875 — Espanha, França, Italia, Suiça, Áustria
- Philodromus lasaensis Yin et al., 2000 — China
- Philodromus laticeps Keyserling, 1880 — EUA
- Philodromus latrophagus Levy, 1999 — Israel
- Philodromus legae Caporiacco, 1941 — Etiópia
- Philodromus lepidus Blackwall, 1870 — Mediterrâneo á Índia
- Philodromus leucomarginatus Paik, 1979 — China, Coreia
- Philodromus lhasana Hu, 2001 — China
- Philodromus lividus Simon, 1875 — Portugal, France, Marrocos, Argélia, Italia, Croacia
- Philodromus longiductus Dondale & Redner, 1969 — Costa Rica
- Philodromus longipalpis Simon, 1870 — Europa, Irã, Azerbaijão
- Philodromus lugens (O. P.-Cambridge, 1876) — Egito
- Philodromus lunatus Muster & Thaler, 2004 — Croacia, Grécia, Turquia
- Philodromus luteovirescens Urquhart, 1893 — Tasmânia
- Philodromus lutulentus Gertsch, 1934 — EUA
- Philodromus maculatovittatus Strand, 1906 — Etiópia
- Philodromus maestrii Caporiacco, 1941 — Etiópia
- Philodromus maghrebi Muster, 2009 — Argélia
- Philodromus mainlingensis Hu & Li, 1987 — China
- Philodromus maliniae Tikader, 1966 — Índia
- Philodromus manikae Tikader, 1971 — Índia
- Philodromus margaritatus (Clerck, 1757) — Paleoárctico
- Philodromus marginellus Banks, 1901 — EUA, México
- Philodromus marmoratus Kulczynski, 1891 — Áustria, Republica Tcheca, Bulgária, Ucrânia
- Philodromus marusiki (Logunov, 1997) — Russia
- Philodromus marxi Keyserling, 1884 — EUA
- Philodromus mediocris Gertsch, 1934 — EUA
- Philodromus medius O. P.-Cambridge, 1872 — Grécia, Chipre, Israel, Azerbaijão
- Philodromus melanostomus Thorell, 1895 — Mianmar
- Philodromus mexicanus Dondale & Redner, 1969 — México
- Philodromus micans Menge, 1875 — Alemanha, Europa Oriental
- Philodromus mineri Gertsch, 1933 — EUA
- Philodromus minutus Banks, 1892 — EUA, Canada
- Philodromus mississippianus Dondale & Redner, 1969 — EUA
- Philodromus mohiniae Tikader, 1966 — Índia
- Philodromus molarius L. Koch, 1879 — Cazaquistão
- Philodromus montanus Bryant, 1933 — EUA
- Philodromus morsus Karsch, 1884 — África Ocidental
- Philodromus multispinus Caporiacco, 1933 — Libia
- Philodromus mysticus Dondale & Redner, 1975 — Russia, EUA, Canada
- Philodromus naxcivanicus Logunov & Huseynov, 2008 — Azerbaijão
- Philodromus nigrostriatipes Bösenberg & Strand, 1906 — Japão
- Philodromus niveus Vinson, 1863 — Madagascar
- Philodromus omercooperi Denis, 1947 — Egito
- Philodromus oneida Levi, 1951 — EUA, Canada
- Philodromus orarius Schick, 1965 — EUA, México
- Philodromus orientalis Schenkel, 1963 — China
- Philodromus otjimbumbe Lawrence, 1927 — Namíbia
- Philodromus pali Gajbe & Gajbe, 2001 — Índia
- Philodromus panganii Caporiacco, 1947 — Africa Ocidental
- Philodromus pardalis Muster & Bosmans, 2007 — Portugal, Espanha, Argélia ao Egito
- Philodromus parietalis Simon, 1875 — Espanha, França
- Philodromus partitus Lessert, 1919 — África Oriental
- Philodromus pawani Gajbe, 2005 — Índia
- Philodromus pelagonus Silhavy, 1944 — Macedônia
- Philodromus peninsulanus Gertsch, 1934 — EUA, Canada
- Philodromus pentheri Muster, 2009 — Albânia, Azerbaijão
- Philodromus pericu Jiménez, 1989 — México
- Philodromus pernix Blackwall, 1846 — EUA, Canada
- Philodromus pesbovis Caporiacco, 1949 — Quênia
- Philodromus petrobius Schmidt & Krause, 1995 — Ilhas do Cabo Verde
- Philodromus pictus Kroneberg, 1875 — Asia Central á China
- Philodromus pinetorum Muster, 2009 — França á Turquia
- Philodromus pinyonelis Schick, 1965 — EUA
- Philodromus placidus Banks, 1892 — América do Norte
- Philodromus planus (L. Koch, 1875) — Nova Guiné, Queensland
- Philodromus poecilus (Thorell, 1872) — Paleoartico
- Philodromus populicola Denis, 1958 — Afegãnistão
- Philodromus praedatus O. P.-Cambridge, 1871 — Europe, Russia, Azerbaijão
- Philodromus praelustris Keyserling, 1880 — EUA, Canada
- Philodromus pratariae (Scheffer, 1904) — EUA, México
- Philodromus pratarioides Dondale & Redner, 1969 — México
- Philodromus problematicus Strand, 1906 — Somália
- Philodromus probolus Dondale & Redner, 1969 — EUA
- Philodromus psaronius Dondale & Redner, 1968 — México
- Philodromus pseudanomalus Dondale & Redner, 1969 — México
- Philodromus pseudoexilis Paik, 1979 — Coréia
- Philodromus pulchellus Lucas, 1846 — Mediterrâneo
- Philodromus punctatissimus Roewer, 1962 — Afeganistão
- Philodromus punctiger O. P.-Cambridge, 1908 — Ilhas Canárias
- Philodromus punctisternus Caporiacco, 1940 — Etiópia
- Philodromus pygmaeus Levy, 1977 — Israel
- Philodromus quercicola Schick, 1965 — EUA
- Philodromus rajani Gajbe, 2005 — Índia
- Philodromus renarius Wu & Song, 1987 — China
- Philodromus rikhteri Logunov & Huseynov, 2008 — Armênia
- Philodromus rodecki Gertsch & Jellison, 1939 — EUA, Canada
- Philodromus roseus Kishida, 1914 — Japão
- Philodromus ruficapillus Simon, 1885 — Mediterrâneo ao Cazaquistão
- Philodromus rufus Walckenaer, 1826 — Holoartico
  - Philodromus rufus jenningsi Cutler, 2003 — EUA
  - Philodromus rufus pacificus Banks, 1898 — EUA, Canada
  - Philodromus rufus quartus Dondale & Redner, 1968 — América do Norte
  - Philodromus rufus vibrans Dondale, 1964 — EUA, Canada, Alasca
- Philodromus sanjeevi Gajbe, 2004 — Índia
- Philodromus satullus Keyserling, 1880 — EUA á Costa Rica
- Philodromus schicki Dondale & Redner, 1968 — EUA
- Philodromus separatus Dondale & Redner, 1969 — México
- Philodromus shaochui Yin et al., 2000 — China
- Philodromus shillongensis Tikader, 1962 — Índia
- Philodromus signatus O. P.-Cambridge, 1869 — Sta. Helena
- Philodromus silvestrii Caporiacco, 1940 — Somália
- Philodromus simillimus Denis, 1962 — Madeira
- Philodromus simoni Mello-Leitão, 1929 — Espanha, Argélia
- Philodromus sinaiticus Levy, 1977 — Israel
- Philodromus speciosus Gertsch, 1934 — EUA, Canada
- Philodromus spectabilis Keyserling, 1880 — EUA, Canada
- Philodromus spinitarsis Simon, 1895 — Russia, China, Coréia, Japão
- Philodromus sticticus Lucas, 1858 — Gabão
- Philodromus subaureolus Bösenberg & Strand, 1906 — China, Coréia, Japão
- Philodromus tabupumensis Petrunkevitch, 1914 — Mianmar
- Philodromus thanatellus Strand, 1909 — África do Sul
- Philodromus timidus Szita & Logunov, 2008 — Cazaquistão
- Philodromus tiwarii Basu, 1973 — Índia
- Philodromus tortus Dondale & Redner, 1969 — EUA
- Philodromus traviatus Banks, 1929 — Panamá, Aruba, Curaçao, Venezuela
- Philodromus triangulatus Wu & Song, 1987 — Cazaquistão á China
- Philodromus tuvinensis Szita & Logunov, 2008 — Russia, Cazaquistão, Mongólia
- Philodromus undarum Barnes, 1953 — EUA
- Philodromus utotchkini Marusik, 1991 — Russia
- Philodromus vagulus Simon, 1875 — Europa, Russia
- Philodromus validus (Gertsch, 1933) — EUA
- Philodromus venustus O. P.-Cambridge, 1876 — Egito
- Philodromus verityi Schick, 1965 — EUA
- Philodromus victor Lessert, 1943 — Congo
- Philodromus vinokurovi Marusik, 1991 — Russia
- Philodromus v-notatus Caporiacco, 1947 — Etiópia
- Philodromus vulgaris (Hentz, 1847) — EUA, Canada
- Philodromus vulpio Simon, 1910 — Namíbia
- Philodromus wunderlichi Muster & Thaler, 2007 — Ilhas Canárias
- Philodromus xerophilus Szita & Logunov, 2008 — Russia, Cazaquistão
- Philodromus xinjiangensis Tang & Song, 1987 — Azerbaijão to China

## Procleocnemis
Procleocnemis Mello-Leitão, 1929
- Procleocnemis concolor Mello-Leitão, 1929 — Brasil

## Psellonus
Psellonus Simon, 1897
- Psellonus planus Simon, 1897 — Índia

## Pseudopsellonus
Pseudopsellonus Balogh, 1936
- Pseudopsellonus papuanus Balogh, 1936 — Nova Guiné

## Senoculifer
Senoculifer Balogh, 1936
- Senoculifer conivulvus Balogh, 1936 — Nova Guiné
- Senoculifer dentibulbis Balogh, 1936 — Nova Guiné
- Senoculifer simplicibulbis Balogh, 1936 — Nova Guiné

## Suemus
Suemus Simon, 1895
- Suemus atomarius Simon, 1895 — Serra Leoa
- Suemus orientalis Simon, 1909 — Vietnam
- Suemus punctatus Lawrence, 1938 — África do Sul
- Suemus tibelliformis Simon, 1909 — Vietnam
- Suemus tibelloides Caporiacco, 1947 — África Oriental

## Thanatus
Thanatus C. L. Koch, 1837
- Thanatus africanus Karsch, 1878 — Zanzibar, África do Sul
- Thanatus albescens O. P.-Cambridge, 1885 — Yarkand
- Thanatus altimontis Gertsch, 1933 — EUA
- Thanatus arcticus Thorell, 1872 — Holantártico
- Thanatus arenarius L. Koch, 1872 — Europa ao Irã
- Thanatus arenicola (Schmidt, 1976) — Ilhas Canárias
- Thanatus aridorum Silhavy, 1940 —  Republica Tcheca
- Thanatus atlanticus Berland, 1936 — Ilhas do Cabo Verde
- Thanatus atratus Simon, 1875 — Paleártico
- Thanatus balestrerii Caporiacco, 1935 — Karakorum
- Thanatus bungei (Kulczynski, 1908) — Russia, Japão, América do Norte
- Thanatus chorillensis Keyserling, 1880 — Peru
- Thanatus coloradensis Keyserling, 1880 — Holantártico
- Thanatus coreanus Paik, 1979 — Russia, Coréia, China
- Thanatus cronebergi Simon, 1895 — Mongólia
- Thanatus dahurianus Logunov, 1997 — Russia
- Thanatus denisi Brignoli, 1983 — Afeganistão
- Thanatus dhakuricus Tikader, 1960 — India
- Thanatus dissimilis Denis, 1960 — França
- Thanatus dorsilineatus Jézéquel, 1964 — Costa do Marfim
- Thanatus fabricii (Audouin, 1826) — Ilhas Canárias á Asia Central
- Thanatus firmetorum Muster & Thaler, 2003 — Alemanha, Austria, Italia
- Thanatus flavescens O. P.-Cambridge, 1876 — Egito
- Thanatus flavidus Simon, 1875 — Grécia, Russia, Ucrânia
- Thanatus flavus O. P.-Cambridge, 1876 — Egito
- Thanatus forbesi Pocock, 1903 — Socotra
- Thanatus formicinus (Clerck, 1757) — Holantártico
- Thanatus fornicatus Simon, 1897 — Norte da Africa, Israel, Paquistão
- Thanatus frederici Denis, 1941 — Ilhas do cabo Verde
- Thanatus fuscipes Denis, 1937 — Argélia
  - Thanatus fuscipes concolor Denis, 1957 — Espanha
- Thanatus gnaquiensis Strand, 1908 — Peru
- Thanatus granadensis Keyserling, 1880 — Colômbia
- Thanatus hongkong Song, Zhu & Wu, 1997 — China
- Thanatus imbecillus L. Koch, 1878 — Bulgária á Asia Central
- Thanatus inconsuetus Caporiacco, 1940 — Etiópia
- Thanatus indicus Simon, 1885 — India
- Thanatus jabalpurensis Gajbe & Gajbe, 1999 — India
- Thanatus jaikensis Ponomarev, 2007 — Cazaquistão
- Thanatus ketani Bhandari & Gajbe, 2001 — India
- Thanatus kitabensis Charitonov, 1946 — Russia, Asia Central
- Thanatus lamottei Jézéquel, 1964 — Costa do Marfim
- Thanatus lanatus Logunov, 1996 — Russia
- Thanatus lanceolatus Simon, 1875 — Russia, Ucrânia
- Thanatus lanceoletus Tikader, 1966 — India
- Thanatus lesserti (Roewer, 1951) — Egito, Israel
- Thanatus lineatipes Simon, 1870 — Mediterrâneo, Georgia
- Thanatus luederitzi Simon, 1910 — Africa do Sul
- Thanatus maculatus Keyserling, 1880 — Peru
- Thanatus mandali Tikader, 1965 — India
- Thanatus meronensis Levy, 1977 — Israel
- Thanatus mikhailovi Logunov, 1996 — Russia, Asia Central
- Thanatus miniaceus Simon, 1880 — China, Taiwan, Coréia, Japão
- Thanatus mongolicus (Schenkel, 1936) — Mongolia, China
- Thanatus multipunctatus Strand, 1906 — Ethiopia, East Africa
- Thanatus mus Strand, 1908 — Peru
- Thanatus namaquensis Simon, 1910 — Africa do Sul
- Thanatus neimongol Wu & Song, 1987 — China
- Thanatus nigromaculatus Kulczynski, 1885 — Russia
- Thanatus nipponicus Yaginuma, 1969 — Russia, China, Coréia, Japão
- Thanatus oblongiusculus (Lucas, 1846) — Paleártico
  - Thanatus oblongiusculus atomarius (Simon, 1932) — França
- Thanatus okayi Karol, 1966 — Turquia
- Thanatus ornatus (Lucas, 1846) — Argélia
- Thanatus pagenstecheri Strand, 1906 — Namibia
- Thanatus parangvulgaris Barrion & Litsinger, 1995 — Tailândia
- Thanatus paucipunctatus Strand, 1906 — Somália
- Thanatus philodromicus Strand, 1916 — Madagascar
- Thanatus philodromoides Caporiacco, 1940 — Somália
- Thanatus pictus L. Koch, 1881 — Paleártico
- Thanatus pinnatus Jézéquel, 1964 — Costa do Marfim
- Thanatus plumosus Simon, 1890 — Yemen
- Thanatus prolixus Simon, 1897 — Índia
- Thanatus pygmaeus Schmidt & Krause, 1996 — Ilhas Canárias
- Thanatus rayi Simon, 1875 — Europa ao Cazaquistão
- Thanatus roseofemoralis (Karsch, 1879) — Japão
- Thanatus rubicellus Mello-Leitão, 1929 — EUA, Canada
- Thanatus rubicundus L. Koch, 1875 — Etiópia, Somalia, East Africa
- Thanatus sabulosus (Menge, 1875) — Paleárctico
- Thanatus saraevi Ponomarev, 2007 — Cazaquistão
- Thanatus schubotzi Strand, 1913 — Central Africa
- Thanatus sepiacolor Levy, 1999 — Israel
- Thanatus setiger (O. P.-Cambridge, 1872) — Israel
- Thanatus sibiricus Kulczynski, 1901 — Russia
- Thanatus simplicipalpis Simon, 1882 — Yemen, India
- Thanatus stepposus Logunov, 1996 — Russia, China
- Thanatus striatus C. L. Koch, 1845 — Holantárctico
- Thanatus stripatus Tikader, 1980 — India
- Thanatus tuvinensis Logunov, 1996 — Russia, Quirguistão
- Thanatus ubsunurensis Logunov, 1996 — Russia
- Thanatus validus Simon, 1875 — Argélia
- Thanatus vulgaris Simon, 1870 — Holantárctico
  - Thanatus vulgaris creticus Kulczynski, 1903 — Creta
- Thanatus wuchuanensis Tang & Wang, 2008 — China
- Thanatus xinjiangensis Hu & Wu, 1989 — China
- Thanatus zavattarii Caporiacco, 1939 — Etiópia

## Tibellus
Tibellus Simon, 1875
- Tibellus affinis O. P.-Cambridge, 1898 — México
- Tibellus armatus Lessert, 1928 — África do Sul e Central
- Tibellus asiaticus Kulczynski, 1908 — Russia, América do Norte
- Tibellus aspersus Danilov, 1991 — Russia
- Tibellus australis (Simon, 1910) — Botswana
- Tibellus bruneitarsis Lawrence, 1952 — Zimbabwe, África do Sul
- Tibellus californicus Schick, 1965 — EUA
- Tibellus chamberlini Gertsch, 1933 — EUA, Canada
- Tibellus chaturshingi Tikader, 1962 — Índia
- Tibellus chilensis Mello-Leitão, 1943 — Chile
- Tibellus cobusi Van den Berg & Dippenaar-Schoeman, 1994 — África do Sul e Oriental
- Tibellus cucurbitus Yang, Zhu & Song, 2005 — China
- Tibellus demangei Jézéquel, 1964 — Costa do Marfim, África do Sul
- Tibellus duttoni (Hentz, 1847) — EUA, México
- Tibellus elongatus Tikader, 1960 — India
- Tibellus fengi Efimik, 1999 — Russia, China, Japão
- Tibellus flavipes Caporiacco, 1939 — África do Sul e Oriental
- Tibellus gerhardi Van den Berg & Dippenaar-Schoeman, 1994 — África do Sul e Oriental
- Tibellus hollidayi Lawrence, 1952 — África do Sul e Oriental
- Tibellus insularis Gertsch, 1933 — Cuba
- Tibellus jabalpurensis Gajbe & Gajbe, 1999 — India
- Tibellus japonicus Efimik, 1999 — Russia, China, Japão
- Tibellus katrajghatus Tikader, 1962 — India
- Tibellus kibonotensis Lessert, 1919 — África do Sul e Oriental
- Tibellus macellus Simon, 1875 — Europa á Asia Central
  - Tibellus macellus georgicus Mcheidze, 1997 — Georgia
- Tibellus maritimus (Menge, 1875) — Holantárctico
- Tibellus minor Lessert, 1919 — Africa
- Tibellus nigeriensis Millot, 1942 — Sudão
- Tibellus nimbaensis Van den Berg & Dippenaar-Schoeman, 1994 — Guiné-Bissau
- Tibellus oblongus (Walckenaer, 1802) — Holantárctico
  - Tibellus oblongus maculatus Caporiacco, 1950 — Italia
- Tibellus orientis Efimik, 1999 — Russia, China
- Tibellus paraguensis Simon, 1897 — Paraguai, Argentina
- Tibellus parallelus (C. L. Koch, 1837) — Paleárctico
- Tibellus pashanensis Tikader, 1980 — India
- Tibellus pateli Tikader, 1980 — India
- Tibellus poonaensis Tikader, 1962 — India
- Tibellus propositus Roewer, 1951 — Yarkand
- Tibellus rothi Schick, 1965 — EUA
- Tibellus septempunctatus Millot, 1942 — Guiné
- Tibellus seriepunctatus Simon, 1907 — Africa
- Tibellus shikerpurensis Biswas & Raychaudhuri, 2003 — Bangladesh
- Tibellus somaliensis Van den Berg & Dippenaar-Schoeman, 1994 — Somália, Zimbabwe
- Tibellus spinosus Schiapelli & Gerschman, 1941 — Argentina
- Tibellus sunetae Van den Berg & Dippenaar-Schoeman, 1994 — África do Sul
- Tibellus tenellus (L. Koch, 1876) — Russia, China até Austrália
- Tibellus utotchkini Ponomarev, 2008 — Russia
- Tibellus vitilis Simon, 1906 — India, Sri Lanka
- Tibellus vosseleri Strand, 1906 — Argélia
- Tibellus vossioni Simon, 1884 — Africa
- Tibellus zhui Tang & Song, 1989 — China

## Tibitanus
Tibitanus Simon, 1907
- Tibitanus nomas Simon, 1910 — Namibia
- Tibitanus sexlineatus Simon, 1907 — Guiné-Bissau, Guiné

## Titanebo
Titanebo Gertsch, 1933
- Titanebo albocaudatus (Schick, 1965) — EUA
- Titanebo andreaannae (Schick, 1965) — EUA
- Titanebo californicus Gertsch, 1933 — EUA
- Titanebo cantralli (Sauer & Platnick, 1972) — EUA
- Titanebo creosotis (Schick, 1965) — EUA
- Titanebo dispar (Schick, 1965) — EUA
- Titanebo dondalei (Sauer, 1968) — EUA
- Titanebo macyi Gertsch, 1933 — EUA
- Titanebo magnificus Chamberlin & Ivie, 1942 —EUA
- Titanebo mexicanus (Banks, 1898) — EUA, México
- Titanebo oblongus (Simon, 1895) — EUA
- Titanebo parabolis (Schick, 1965) — EUA
- Titanebo redneri (Cokendolpher, 1978) — EUA
- Titanebo texanus Gertsch, 1933 — EUA

## Vacchellia
Vacchellia Caporiacco, 1935
- Vacchellia baltoroi Caporiacco, 1935 — Karakorum